# Dominik Michałowicz
Dominik „Domin” Michałowicz (ur. 23 kwietnia 1980 w Opocznie) – polski perkusista. Michałowicz znany jest przede wszystkim z występów w zespołach Nomad i Devilyn. Muzyk współpracował ponadto z takimi grupami muzycznymi jak: Soul Devourer, Hemia i Centurion. W latach 2014–2017 był członkiem formacji Pyorrhoea.
Żonaty, ma jedną córkę.

## Dyskografia
- Soul Devourer – Afterlife (2001, wydanie własne)
- Nomad – Demonic Verses (Blessed Are Those Who Kill Jesus) (2004, Baphomet Recrds)
- Devilyn – 11 (2005, Conquer Records)
- Nomad – The Independence of Observation Choice (2007, Empire Records; 2009, Animate Records)
- Nomad – Transmigration of Consciousness (2011, Witching Hour Productions)
- Centurion – Serve No One (2011, Godz ov War Productions)